# Čaršijska česma u Tuzli
Čaršijska česma je vodoopskrbna građevina koja se nalazi u središtu grada Tuzle na Trgu žrtava Srebrenice. Podignuta je 1888. godine. Nosi ime po Čaršiji. Jedan je od prepoznatljivih znakova Tuzle. Građevina je koja je najčešća tema na gradskim razglednicama uz slane bunare i tuzlansku kozu. Slijeganje tla u Tuzli naštetilo je i česmi te je i ona bila srušena. Zahvaljujući entuzijastima i osobama poput Dragiše Trifkovića, koncem 1980-ih je ponovo vraćena na mjesto gdje je godinama bila. Danas je među naljepšim znakovima grada Tuzle i bh. arhitekture.  
Prije gradnje, donesena je odluka gradskog vijeća. Vijeće je prema projektu Behram-begove džamije angažiralo arhitekta Franza Mihanovića. Namjera je bila da projektira česmu koja će biti istog stila kao i džamija, pseudomaurski. Za česmu su nabavljeni kameni blokovi iz rudnika Hreša kod Sarajeva i rudnika kod Nove Kasabe. Talijanski klesari su obrađivali i ugradili kamene blokove. Svečani čin puštanja gradskog vodovoda u pogonu izvršen je 1910. godine na Čaršijskoj česmi.

## Zanimljivosti
2007. godine BH pošta izdala je seriju od pet poštanskih maraka na temu česme, na kojoj je i tuzlanska čaršijska česma nominalne vrijednosti od 1,50 KM.

## Vanjske poveznice
- (boš.) Tuzland, Fatmir Alispahić
- (boš.) Tuzla City[neaktivna poveznica] web stranica